# マナナン・マクリル

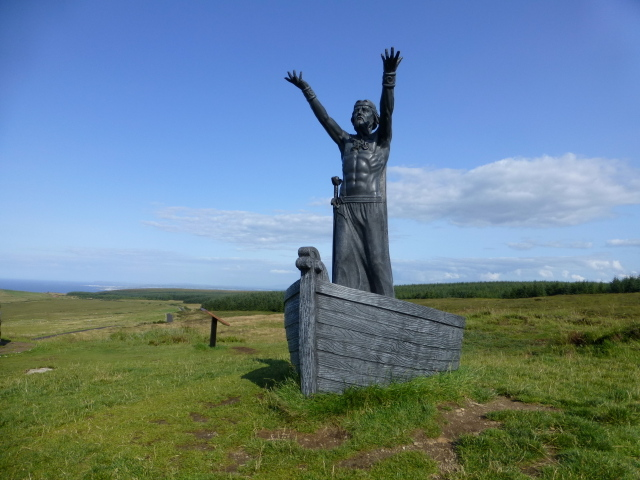
マナナンの彫刻(ロンドンデリー県バインベナー山)。ゲーム・オブ・スローンズのスタッフである彫刻家ジョン・サットン作。この彫像は観光名所となっていたが、2015年の1月に盗難されていることが発覚、およそ1月後、300mほど離れた場所に著しく損壊した状態で遺棄されているのが発見された。現在では新造された像が再び設置されている。

マナナン・マクリル（マナナーン・マクリール、Manannan Mac Lir) は、アイルランドの物語に登場する伝説上の人物、あるいは神。

## 概要
マナナンが役割を担う物語として、現存する中で最古に成立したものは8世紀の『ブランの航海』などだと考えられている。こうした物語において彼はエウィン・アヴラハ、マグ・メル、ティール・タリンギルなどと呼ばれる異界の支配者であるとされる。
後代の文献では彼は神Oirbsiuと同一視されてダーナ神族の一員と数えられるようになり、神話物語群に分類される物語にも登場するようになる。『アイルランド来寇の書』の稿本によってはCaillendの戦いにおいてUillendに殺害されたとされる。

## 血縁関係
『ブランの航海』では彼はモンガーンの父親であるとされる。モンガーンは伝説上の存在ではなく実在した人物であり、彼の歴史上の父親はその名(Mongán mac Fiachnai)が示すとおりアルスターの上王フィアハナである。『モンガーンの誕生』は、マナナンはフィアハナへの助勢の見返りにフィアハナの姿に変身して彼の妻と一夜の関係を持つことを許可されたとし、こうした歴史との相違に一種論理的な説明を行う。
『来寇の書』では、マナナン(Oirbsiu)は系譜の上でAllotという人物の子であるとされる。このAllotはダグザ、オグマ、ブレスらの兄弟であるため、マナナンはダグザらの甥にあたる。
「マクリル」という名は字義通りに「リルの息子」と説明されることがあり、これが正しければマナナンはリルという父親を持ったはずである。しかし、リルという名の人物はアイルランドの伝承において殆ど姿を見せない。リルという名の人物が登場する初出の物語は15世紀に白鳥の騎士伝説のモチーフを借用して成立した『リルの子供たちの最期』であり、『ブランの航海』の成立時期に比べかなり後年の物となる。こうした不自然な点に対してマイヤーは「マクリル」とは「リルの息子」ではなく「海の子」を意味し、「マナナーンが海を住処としていることを指している」と説明している。

## 持物
彼の養子であるルーに与えた決して的を外さない十字剣フラガラッハのほか、炎の兜、コーマックに与えた真実のゴブレット、および魔法の船、「静波号」〔ウェイヴ・スウィーパー〕(鎮波号, WaveSweeper) 、何度屠殺しても蘇る魔法のブタなど、多くの魔法の品を持っていた。

## 注
1. ↑  “Game of Thrones sculptor's sea god statue stolen from mountain”. BBC
2. ↑  “Manannán Mac Lir: Binevenagh ramblers tell of statue find”. BBC
3. ↑  “Manannán Mac Lir: Sea god statue back on Binevenagh Mountain”. BBC
4. ↑  マイヤー 2001, pp. 193–194, 226–227.
5. ↑  Tír Tairngiri。
6. ↑  マイヤー 2001, pp. 226–227.
7. ↑  Oirbsiuはコリブ湖(古アイルランド語 Loch nOirbsen) の語源。Oirbsiuの湖の意。"[Manannan] is identified with Oirbsiu, genitive Oirbsen, the 
eponym of the lake now called Loch Corrib"　(Macalister 1941, p. 104)
8. ↑  Macalister 1941, pp. 156–157, 210–211.
9. ↑  『モンガーンの誕生とモンガーンのドゥヴ・ラハへの恋』とも。
10. ↑  マイヤー 2001, p. 242.
11. ↑  マイヤー 2001, pp. 226–227.
macのこうした用法はダグザの3人の孫マク・クル（英語版）、マク・ケーフト（英語版）、マク・グレーネ（英語版）の名にも見られる。彼らの父親はクル、ケーフト、グレーネという名ではなく、Cermait（ドイツ語版）という共通の人物である。
12. ↑  井村君江 『ケルトの神話』 筑摩書房, 1990.3（1983.3）「トゥレン３兄弟の試練の旅」による表記
13. ↑  グリーン 1997, p. 26.